# Chiesa di San Carlo (Brescia)
La chiesa di San Carlo è un luogo di culto cattolico di Brescia, situato all'estremità ovest di via Moretto, in prossimità della diramazione da corso Martiri della Libertà. Costruita nei primi anni del Seicento in onore di san Carlo Borromeo, il cui culto si era immediatamente diffuso nel bresciano dopo la sua canonizzazione, si arricchisce nel tempo di opere d'arte come tele di Grazio Cossali e Giambettino Cignaroli, attirando a sé gran parte della devozione popolare, da sempre molto forte nei confronti del santo milanese. Parzialmente danneggiata dai bombardamenti del 1945, verrà in seguito restaurata. Ad oggi è chiusa al pubblico poiché di pertinenza dell'attiguo centro assistenziale, ma è comunque visitabile su richiesta. La chiesa custodisce inoltre una reliquia dello stesso san Carlo, appositamente richiesta e ottenuta da Milano nel 1617.

## Storia
Il culto di san Carlo Borromeo si diffonde a Brescia fin dal 1610, anno della sua canonizzazione, quando era ancora vivo l'eco della lunga visita pastorale effettuata nel 1580 che aveva portato san Carlo in tutta la provincia bresciana. Ottavio Ermanni, promotore a Brescia del culto di san Carlo Borromeo e all'epoca prevosto della chiesa di San Lorenzo, raccoglie i fondi necessari e nel 1614 pone la prima pietra di una nuova chiesa a lui dedicata, costruita in soli due anni e consacrata il 4 novembre 1616, nella festività di san Carlo. L'anno successivo, il comune cittadino deliberava di inviare alcuni consiglieri a Milano per richiedere una reliquia del santo: l'operazione va a buon fine e la reliquia viene portata a Brescia, per poi essere deposta in una preziosa teca d'argento. Durante il Seicento si arricchisce di opere d'arte, in particolare tele per gli altari eseguite da Grazio Cossali, Giambettino Cignaroli e Pietro Avogadro. Risalgono invece al Settecento altri interventi decorativi sugli altari, alle pareti e nel presbiterio. Il bombardamento di Brescia del 2 marzo 1945 porta al danneggiamento della volta, che verrà in seguito ricostruita perdendo però gran parte delle sue decorazioni. La chiesa è oggi di pertinenza dell'attiguo centro sanitario assistenziale e pertanto chiusa al pubblico. È comunque visitabile su richiesta.

## Struttura e opere
All'interno, la chiesa si sviluppa su una pianta a navata unica con volta a botte di copertura e abside quadrata, anch'essa coperta da una volta a botte. Le pareti laterali sono decorate da lesene di ordine corinzio reggenti una trabeazione sulla quale si imposta la volta. Le lesene, inoltre, incorniciano degli archi dove si aprono le cappelle laterali, due per lato, tutte cinte da cancelletti in ferro. Il primo altare a sinistra è privo di soasa, ma è arricchito da un prezioso paliotto con marmi policromi intarsiati. Sopra l'altare, posta entro una cornice, è appesa la Natività di Gesù di Pietro Maria Bagnadore, del 1580, con stile già appartenente al manierismo. Segue l'altare del Suffragio, un tempo recante una pala di Camillo Rama con le Anime del Purgatorio in seguito sostituita, all'inizio del Settecento, con una statua lignea della Madonna col Bambino, detta Madonna del Suffragio. La mensa è costituita da marmi policromi, mentre la cornice superiore è in legno.
In prossimità del presbiterio, sempre sulla parete sinistra, è posta la cantoria dipinta a imitazione di un marmo rosato, mentre a fianco dell'arco santo è appeso il pulpito, presso il quale era custodita la reliquia di san Carlo, oggi in sagrestia. Il pulpito è ripetuto simmetricamente, sul lato opposto, da una statua in legno del santo, offerta da un devoto e databile alla metà del Seicento. San Carlo, raffigurato in piedi, indossa una pianeta d'oro e la mitria, nella mano sinistra tiene il pastorale, mentre la destra è alzata in gesto predicatorio. Allo stesso modo, anche la cantoria di sinistra è ripetuta sul lato destro da una uguale balaustra in legno.
L'altare maggiore presenta una struttura complessa: la mensa marmorea è lineare, mentre il tabernacolo è più elaborato e possiede una porticina in metallo finemente sbalzato. La cornice sovrastante è decorata da due colonne corinzie laterali sulle quali poggia una cimasa curvilinea e spezzata, adornata da tre statue eseguite nel 1627 e raffiguranti la Fede e la Speranza all'esterno, la Carità al centro. La tela custodita raffigura la Madonna col Bambino, san Carlo e i santi Faustino e Giovita tra i poveri ed è opera del 1616 di Grazio Cossali. Il santo titolare, in abito pontificale, è ritratto nell'atto di distribuire l'elemosina ai poveri ed è affiancato dai patroni della città, i santi Faustino e Giovita, in abiti sacerdotali. Nel registro superiore la Vergine, sorretta da un gruppo di putti svolazzanti, è glorificata dagli angeli. La composizione, complessa e vivacemente articolata, si sviluppa su questi due registri, legati tra loro dal solo gesto della mano di san Carlo, con l'indice rivolto verso Maria. Risalgono all'inizio del Settecento le balaustre in marmo poste all'ingresso del presbiterio.
Il secondo altare destro ospita una pala raffigurante San Gerolamo Emiliani che presenta gli orfanelli alla Trinità, attribuita a Giambettino Cignaroli ed eseguita nel 1751. La pala è strutturata in modo articolato ed armonioso su tre livelli: in alto, il Padre eterno sorretto da un angelo e dai cherubini, al centro il Cristo immerso per metà nell'atmosfera terrestre e per metà in quella celeste che sorregge la croce. Entrambi hanno lo sguardo rivolto verso san Gerolamo Emiliani, posto nel registro inferiore tra orfani e giovanetti, ai quali vanno le sue cure. Tra questo e il successivo altare è appeso un piccolo dipinto raffigurante San Luigi Gonzaga di ignoto autore del Settecento. Il primo altare destro, in prossimità dell'ingresso, ospita invece la Madonna col Bambino tra i santi Francesco e Antonio da Padova di Pietro Avogadro, databile all'inizio del Settecento.
Sempre al Settecento risalgono le stazioni della Via Crucis, disposte sulle pareti della navata. Nella volta a botte, entro una cornice architettonica, è posta una tela raffigurante la Gloria di san Carlo: al centro della composizione è il Borromeo, sorretto da una nube radiosa, mentre alla base alcuni angeli gli rivolgono lo sguardo. Si tratta di un dipinto di fine Ottocento, che doveva simulare un affresco. Il resto della volta, danneggiata dai bombardamenti, è oggi spoglio di decorazioni.

## Organo
Sopra la cantoria di destra, si trova il grande organo a canne, opera di Graziadio Antegnati e risalente al 1636, alterato nel corso dei secoli e ripristinato nelle forme originali dall'organaro Armando Maccarinelli nel 1958; è a trasmissione integralmente meccanica ed ha una tastiera di 50 tasti ed una pedaliera piana di 20 pedali. Il prospetto dello strumento è incorniciato da due cariatidi sormontate da capitelli che reggono un frontone spezzato recante lo stemma civico. Le canne di mostra, disposte a gruppi simmetrici, sono divise da trafori decorativi in legno scolpito, di forte tradizione bresciana, con putti, sirene e cariatidi tra foglie e fiori.